# Kemmerer
La ville américaine de Kemmerer est le siège du comté de Lincoln, dans l’État du Wyoming.  Lors du recensement de 2010, sa population s’élevait à 2 656 habitants.

## Source
- (en) Cet article est partiellement ou en totalité issu de l’article de Wikipédia en anglais intitulé « Kemmerer, Wyoming » (voir la liste des auteurs).